# Ларрея
Ларрея (лат. Larrea) — олиготипный род вечнозелёных кустарников семейства Парнолистниковые (Zygophyllaceae).
Род назван в честь испанского учёного Хуана Антонио де Ларрея (1730—1803).
Представители рода произрастают в Америке.

## Виды
Род насчитывает около 6 видов, некоторые из них:
- Larrea ameghinoi
- Larrea cuneifolia
- Larrea divaricata Cav.
- Larrea nitida Cav. typus[2]
- Larrea tridentata (DC.) Coville — Ларрея трёхзубчатая